# Our Worlds At War
Our Worlds at War (Nuestros mundos en guerra) fue un crossover en el universo de DC Comics. 

## Argumento
El crossover trataba sobre el enfrentamiento de los superhéroes de DC contra la amenaza cósmica de una fuerza conocida únicamente como Imperiex, que deseaba destruir a todo el universo. OWAW fue escrito por Jeph Loeb, Joe Casey, Mark Schultz, Joe Kelly y Peter David. Sus dibujantes fueron Mike Wieringo, Ed McGuinness, Doug Mahnke, Ron Garney y Leonard Kirk.
Durante esta historia murieron varios personajes, entre ellos la reina Hipólita, Máxima y el general Sam Lane (padre de Lois Lane). Aquaman, Guy Gardner, Martha Kent, Mongul (hijo del Mongul original), y Steel fueron dados por muertos pero se los encontró con vida más tarde.
Aunque los méritos del crossover pueden ser debatidos, las consecuencias (la muerte de Sam Lane produce un distanciamiento entre Lois Lane y Clark Kent, la Justice League of America y la Justice Society of America lloran a sus camaradas caídos, Clark busca a su padre desaparecido en medio de la destrucción de Kansas) fueron un espejo para los Estados Unidos tras los ataques del 11 de septiembre de 2001. En reacción a las muertes causadas por Imperiex, el nuevo escudo de Superman se mantuvo en negro desde Adventures of Superman N°596 hasta la historia Ending Battle (Fin de la batalla) algunos años después.

### La vida imita al arte
Our Worlds At War fue publicado poco antes de los ataques del 11 de septiembre de 2001. Por una casualidad, Adventures of Superman N°596 (noviembre de 2001) mostraba a las LexTowers de Lex Luthor tremendamente dañadas por los ataques alienígenas. Es imposible que el escritor del cómic, Joe Casey, haya tenido la intención de hacer referencia a los ataques sobre el World Trade Center, pero DC advirtió que se reflejaba la devastación de un modo tan vívido que permitió que los cómics pudieran ser devueltos sin cargo alguno para los vendedores.

## Revistas
La historia se desarrolló en las siguientes revistas:
- Action Comics N°780-782
- Adventures of Superman N°593-595
- Batman N°593-594
- Batman: Our Worlds at War N°1
- Flash: Our Worlds at War N°1
- Green Lantern: Our Worlds at War N°1
- Harley Quinn: Our Worlds at War N°1
- Impulse N°77
- JLA: Our Worlds at War N°1
- JSA: Our Worlds at War N°1
- Nightwing: Our Worlds at War N°1
- Superboy N°89-91
- Supergirl N°59-61
- Superman N°171-173
- Superman: Our Worlds at War Secret Files N°1
- Superman: The Man of Steel N°115-117
- Wonder Woman N°171 y 173
- Wonder Woman: Our Worlds at War N°1
- World's Finest Comics: Our Worlds at War N°1
- Young Justice N°35-36
- Young Justice: Our Worlds at War N°1

- Datos: Q1147981